# 野沢咲子
野沢 咲子（のざわ さきこ、1961年（昭和36年）7月12日 - ）は日本の体操選手。

## 経歴・人物
東京都出身。1976年モントリオールオリンピックに15歳で出場した。1980年モスクワオリンピック代表（日本不参加）。
東京女子体育大学に進学し、卒業後はエアロビクスダンス、ジャズダンスの指導者となる。渡米を経て、1996年（平成8年）にダンス指導を事業としたボディメイクプロモーションを設立した。